# Basilique du Saint-Rosaire de Bandel
Cette  basilique n’est pas la seule basilique Notre-Dame-du-Rosaire.
La basilique du Saint-Rosaire de Bandel est un édifice religieux catholique situé au bord du fleuve Hooghly, à 43 kilomètres au nord de la ville de Calcutta, au Bengale-Occidental, en Inde. Datant de 1599, cet édifice de style colonial portugais est la plus ancienne église dans la région Nord-Est de l'Inde (y compris le Bangladesh). Centre de pèlerinage marial très fréquenté, elle fut érigée en basilique mineure en 1988.

## Histoire
Ayant installé au milieu du XVIe siècle leur comptoir commercial sur les bords du fleuve, à Hugli, les portugais firent venir de Goa les moines augustiniens et leur construisirent un monastère et une église. La pierre d'angle de l'église indique 1599 comme année de fondation. Cette première église fut détruite lors de la prise de Hugli par les troupes de l'empereur Shah Jehan en 1632. L'édifice de style colonial portugais que l'on voit aujourd'hui date de 1660.
L'église, le cloître et le monastère sont les seuls vestiges de la présence portugaise à Bandel. Le dernier moine augustinien mourut en 1869. Une école bengalie catholique dépendant de l'évêque Padroado de Madras-Mylapore, y fut alors ouverte en 1870.
Lorsque le conflit avec le Padroado fut résolu, l'église passa sous le contrôle du diocèse de Calcutta qui confia l'établissement aux pères salésiens en 1928. Ils y ont toujours la charge de l'église, tout en ayant développé leurs activités éducatives dans les bâtiments annexes : collège, internat, noviciat et maison de retraite.

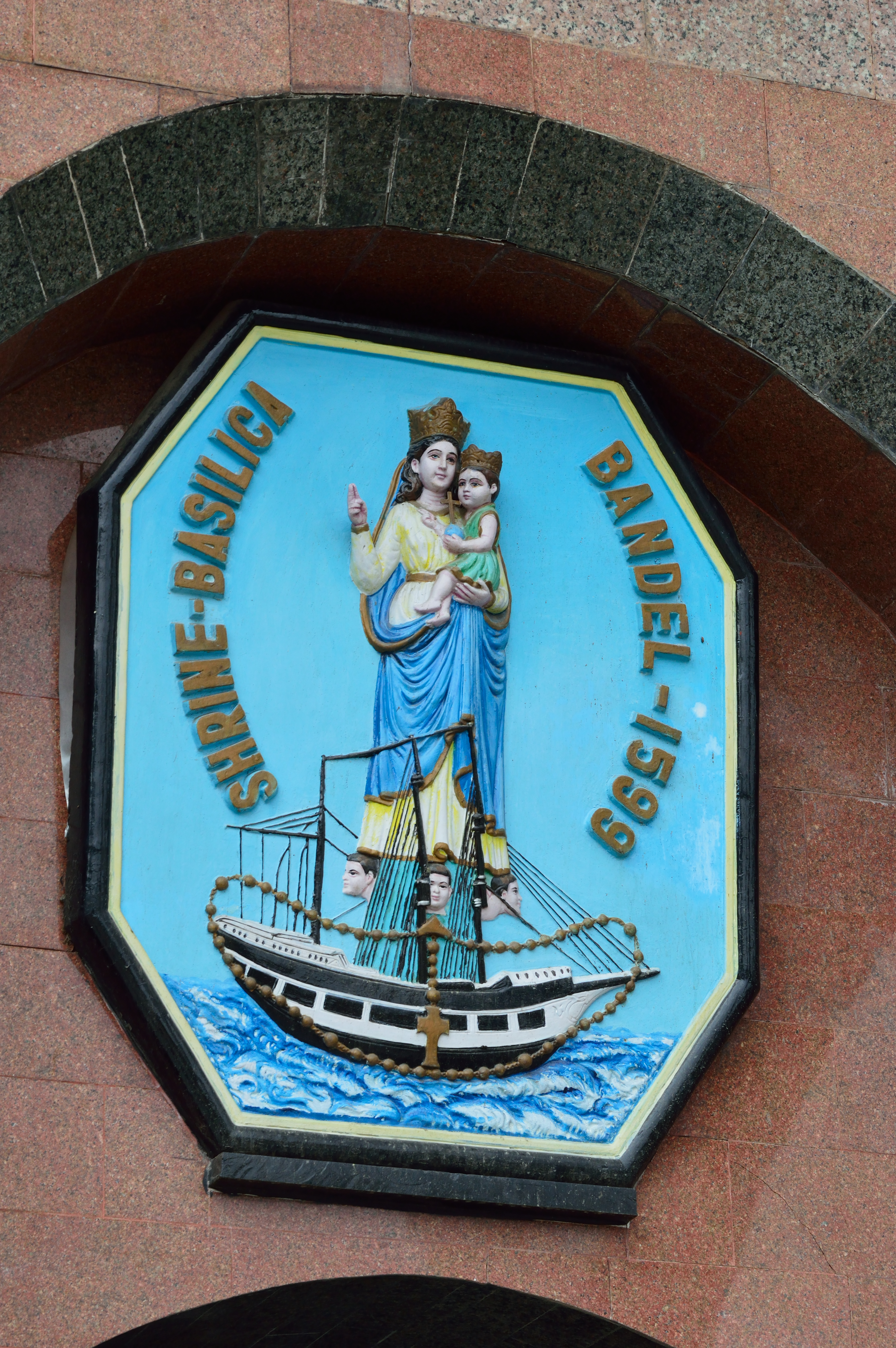
La basilique est également connue sous le vocable de "Notre-Dame de Bon Voyage"

## Centre de pèlerinage
L'église devint progressivement centre de dévotion mariale lorsqu'une statue miraculeuse de Notre Dame du Bon-Voyage y fut installée par un capitaine portugais dont le navire, par l'intercession de la Vierge Marie, échappa au naufrage lors d'une violente tempête dans le golfe du Bengale. Un mât de vaisseau érigé devant l'église commémore le même événement.
Nombre de pèlerins et de touristes, chrétiens et non-chrétiens, visitent le sanctuaire tout au long de l'année. Plus particulièrement, en janvier, les Santals catholiques (d'Inde et du Bangladesh) y ont leur grand rassemblement et pèlerinage annuel. La communauté chinoise de Calcutta s'y rassemble également tous les ans.
Le sanctuaire marial fut érigé en basilique mineure en 1988 par le pape Jean-Paul II.